# Liste des autoroutes de l'Irak
Cet article dresse la liste des autoroutes de l'Irak.
Le pays participe au réseau routier du Mashreq Arabe.

## Liste
| Panneau | Nom                  | Parcours                                                                         | Longueur (km) |
| ------- | -------------------- | -------------------------------------------------------------------------------- | ------------- |
|         | A1                   | Bassora - Nassiriya - Diwaniya - Hilla - Bagdad - Falloujah - Ramadi - Ar-Rutbah | 1200          |
|         | A2 (en construction) |                                                                                  |               |
|         | A4 (en projet)       | Erbil - Haji Homaran (en)                                                        |               |